# Eduardo Maglioni
Eduardo Andrés Maglioni, né le 14 avril 1946 à Reconquista, est un footballeur argentin. Il évoluait au poste d'attaquant.

## Biographie
Le 18 mars 1973, il est l'auteur d'un coup du chapeau (3 buts) en moins d'une minute et trente secondes — ou une minute et cinquante secondes selon les sources — contre le Club de Gimnasia y Esgrima La Plata, ce qui le fait entrer au livre Guinness des records.

## Palmarès
- Coupe intercontinentale
  - Vainqueur : 1973
  - Finaliste : 1972, 1974
- Copa Libertadores : 1972, 1973, 1974
- Championnat d'Argentine de football : 1970, 1971
- Copa Interamericana : 1972